# Liste der Kulturgüter in Basadingen-Schlattingen
Die Liste der Kulturgüter in Basadingen-Schlattingen enthält alle Objekte in der Gemeinde Basadingen-Schlattingen im Kanton Thurgau, die gemäss der Haager Konvention zum Schutz von Kulturgut bei bewaffneten Konflikten, dem Bundesgesetz vom 20. Juni 2014 über den Schutz der Kulturgüter bei bewaffneten Konflikten sowie der Verordnung vom 29. Oktober 2014 über den Schutz der Kulturgüter bei bewaffneten Konflikten unter Schutz stehen.
Objekte der Kategorie A sind im Gemeindegebiet nicht ausgewiesen, Objekte der Kategorie B sind vollständig in der Liste enthalten, Objekte der Kategorie C fehlen zurzeit (Stand: 1. Januar 2023).

## Kulturgüter
| Foto |                                                                                                 | Objekt                                                               | Kat. | Typ | Standort                                                      | Beschreibung |
| ---- | ----------------------------------------------------------------------------------------------- | -------------------------------------------------------------------- | ---- | --- | ------------------------------------------------------------- | ------------ |
| BW   | Datei hochladen · Wikidata zu Wohnhaus (Q133889922)                                             | Wohnhaus KGS-Nr.: 04907                                              | B    | G   | Basadingen, Hemmental 8 698225 / 280685                       |              |
| ja   | Datei hochladen · Wikidata zu Paritätische Kirche St. Martin (Q29882539)                        | Paritätische Kirche St. Martin KGS-Nr.: 04927                        | B    | G   | Basadingen, Kirchgasse 12.1 698399 / 280966                   |              |
| ja   | Datei hochladen · Wikidata zu Reformierte Kirche St. Georg mit Bautengruppe Kloster (Q29882541) | Reformierte Kirche St. Georg mit Bautengruppe Kloster KGS-Nr.: 05152 | B    | G   | Schlattingen, Im Chloster 1, 3, 4, 4.2, 6, 11 699854 / 279932 |              |
| ja   | Datei hochladen · Wikidata zu Katholisches Pfarrhaus (Q29882537)                                | Katholisches Pfarrhaus KGS-Nr.: 13621                                | B    | G   | Basadingen, Kirchgasse 11 698349 / 280975                     |              |
| ja   | Datei hochladen · Wikidata zu Schulhaus Im Zelgli (Q29882544)                                   | Schulhaus Im Zelgli KGS-Nr.: 13622                                   | B    | G   | Schlattingen, Hauptstrasse 7 699940 / 280317                  |              |